# Makosieje
Makosieje (deutsch Makoscheyen, 1938–1945 Ehrenwalde) ist ein zur Gemeinde Kalinowo (Kallinowen, 1938 bis 1945 Dreimühlen) zählendes Dorf im nordöstlichen Masuren in der polnischen Woiwodschaft Ermland-Masuren im Powiat Ełcki (Kreis Lyck).

## Geographische Lage
Das Dorf befindet sich elf Kilometer Luftlinie südwestlich der Ortschaft Kalinowo an einer von Sędki (Sentken) nach Sypitki (Sypittken, 1938 bis 1945 Vierbrücken) führenden Landstraße.
Der Ort liegt am Ostzipfel des Großen Sellmentsee (polnisch Jezioro Selmęt Wielki) am Fluss Lega (auch: Malkien).

## Geschichte
Gegründet wurde Makoscheyen im Jahre 1483 und gehörte ab dem 16. Jahrhundert zum Besitz der Familie Buczylowski.
1656 erfuhr die Region um Kallinowen herum durch den Einfall der mit Polen verbündeten Tataren weitgehende Zerstörung.
Am 27. Mai 1874 entstand im Zuge einer preußischen Gemeindereform neu der Amtsbezirk Pissanitzen (polnisch Pisanica), zu dem die Landgemeinden Czybulken, Groß Lasken, Kulessen, Loyen, Makoscheyen, Pissanitzen, Ropehlen und Sieden gehörten.
Am 1. Dezember 1910 wurden in Makoscheyen 180 Einwohner gezählt.
Aufgrund der Bestimmungen des Versailler Vertrags stimmte die Bevölkerung im Abstimmungsgebiet Allenstein, zu dem Makoscheyen gehörte, am 11. Juli 1920 über die weitere staatliche Zugehörigkeit zu Ostpreußen (und damit zu Deutschland) oder den Anschluss an Polen ab. In Makoscheyen stimmten 160 Einwohner für den Verbleib bei Ostpreußen, auf Polen entfiel keine Stimme.
1931 wurde der Amtsbezirk Pissanitzen in „Amtsbezirk Ebenfelde“ umbenannt.
1933 waren in Makoscheyen 234 Einwohner verzeichnet.
Makoscheyen wurde am 3. Juni 1938 im Zuge der massiven Eindeutschung von Ortsnamen masurischer, polnischer oder litauischer Herkunft in „Ehrenwalde“ umbenannt. Zugrunde lag dabei namentlich ein in einem nahegelegenen Waldstück befindlicher Soldatenfriedhof für Gefallene des Ersten Weltkriegs.
1939 hatte Ehrenwalde (Makoscheyen) nur noch 195 Einwohner.
Nach Ende des Zweiten Weltkrieges 1945 fiel das zum Deutschen Reich (Ostpreußen), Landkreis Lyck, gehörende Ehrenwalde an Polen. Die ansässige deutsche Bevölkerung wurde, soweit sie nicht geflüchtet war, nach 1945 größtenteils vertrieben bzw. ausgesiedelt und neben der angestammten masurischen Minderheit durch Neubürger aus anderen Teilen Polens ersetzt.
Von 1975 bis 1998 gehörte Makosieje zur damaligen Woiwodschaft Suwałki, kam dann 1999 zur neu gebildeten Woiwodschaft Ermland-Masuren. Das seit 1945 „Makosieje“ genannte Dorf ist heute Sitz eines Schulzenamtes (polnisch Sołectwo) und somit eine Ortschaft im Verbund der Gmina Kalinowo.

## Religionen
Bis 1945 war Makoscheyen in die evangelische Kirche Pissanitzen (1926 bis 1945 Ebenfelde, polnisch Pisanica) in der Kirchenprovinz Ostpreußen der Kirche der Altpreußischen Union sowie in die römisch-katholische Kirche St. Andreas Prawdzisken (1934 bis 1945 Reiffenrode, polnisch Prawdziska) im Bistum Ermland eingepfarrt.
Heute gehört Makosieje katholischerseits zur Pfarrei Pisanica im Bistum Ełk der Römisch-katholischen Kirche in Polen. Die evangelischen Einwohner halten sich zur Kirchengemeinde in Ełk, einer Filialgemeinde der Pfarrei Pisz (deutsch Johannisburg) in der Diözese Masuren der Evangelisch-Augsburgischen Kirche in Polen.